# مسمومیت با بریلیوم

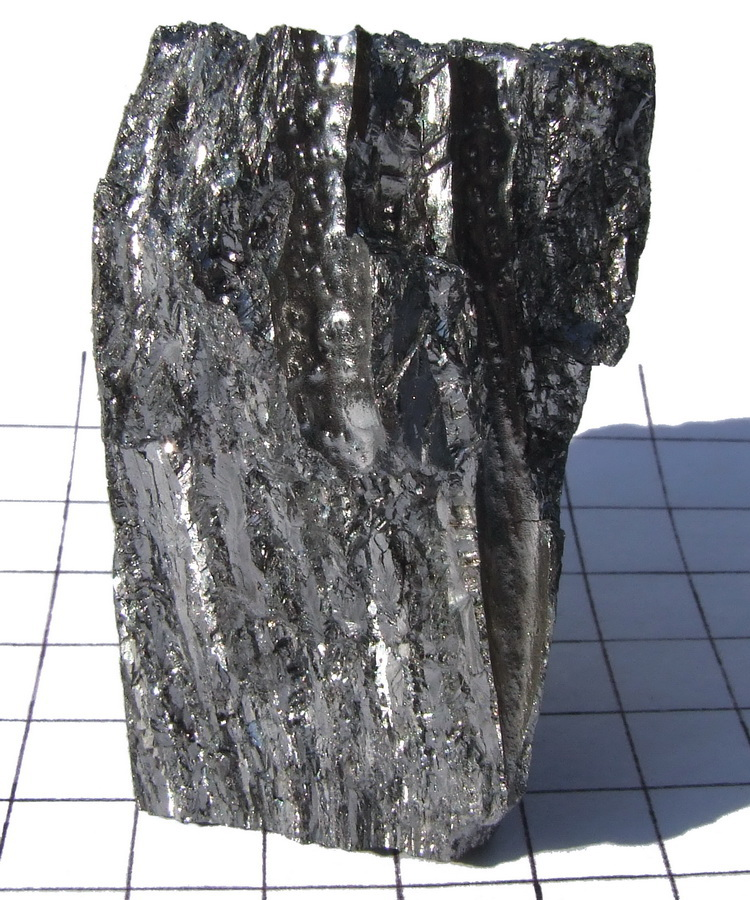
فلزبریلیوم.

مسمومیت با بریلیوم (به انگلیسی: Berylliosis) بریلیوز یا بیماری مزمن بریلیم (CBD) یک پاسخ مزمن ریه از نوع آلرژیک و بیماری مزمن ریه است که در اثر قرار گرفتن در معرض بریلیوم و ترکیبات آن ایجاد می‌شود، نوعی مسمومیت از بریلیم است. این مسمومیت با مسمومیت حاد بریلیم است که پس از محدودیتهای مواجهه شغلی که در حدود سال ۱۹۵۰ ایجاد شد، نادر شد. بریلیوزیس یک بیماری شغلی ریه است. در حالی که هیچ درمانی وجود ندارد، علائم قابل درمان است.

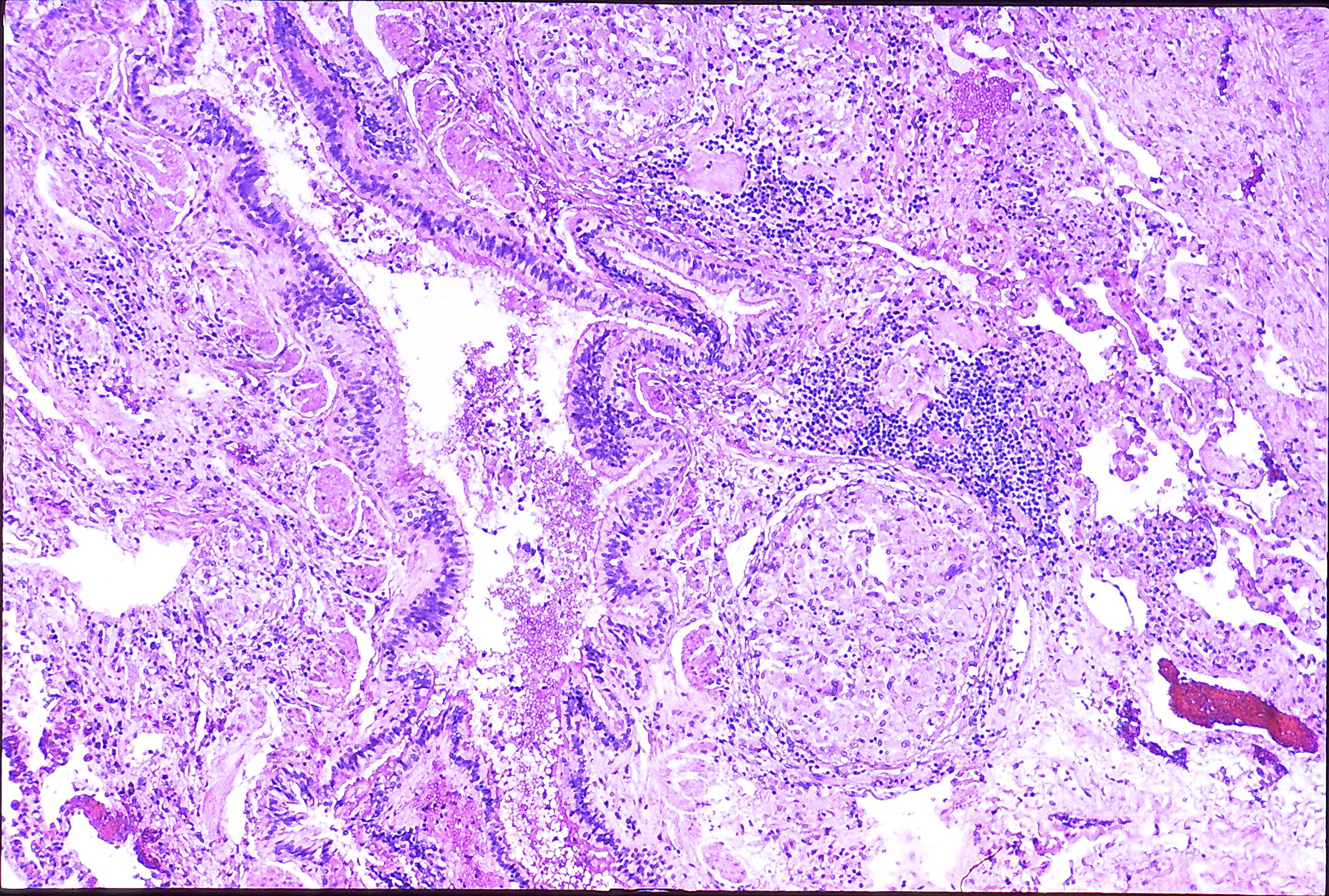
گرانوما غیرنکروزکننده (بریلیوز مزمن).

## علائم و نشانه‌ها
با قرار گرفتن در معرض یک یا طولانی مدت با استنشاق، ممکن است ریه‌ها به بریلیم حساس شوند. بریلیوزیس یک شروع موذی دارد و سیر تحمیلی را طی می‌کند. برخی از افرادی که به بریلیم حساس هستند ممکن است علائمی نداشته باشند. ادامه قرار گرفتن در معرض باعث ایجاد گره‌های التهابی کوچک به نام گرانولوم می‌شود. توجه داشته باشید، نویسندگان یک مطالعه در سال ۲۰۰۶ اظهار داشتند که استنشاق بریلیم تنها فرم قرار گرفتن در معرض نیست و شاید قرار گرفتن در معرض پوست نیز دلیلی باشد، زیرا آنها دریافتند که کاهش استنشاق بریلیم منجر به کاهش CBD یا حساسیت بریلیم نمی‌شود.
گرانولوما در سایر بیماریهای مزمن مانند سل و سارکوئیدوز دیده می‌شود و گاهی تشخیص بیماری بریلیوز از این اختلالات ممکن است به سختی انجام شود. با این حال، گرانولومهای CBD به‌طور معمول غیر حساس هستند، به عنوان مثال با نکروز مشخص نمی‌شوند و بنابراین ظاهری شبیه پنیر ندارند. درنهایت، این فرایند منجر به بیماری محدود کننده ریه (کاهش ظرفیت انتشار) می‌شود. اولین علائم معمولاً سرفه و تنگی نفس است. علائم دیگر شامل درد قفسه سینه، درد مفاصل، کاهش وزن و تب است. به ندرت می‌توان گرانولوما را در اندام‌های دیگر از جمله کبد دریافت کرد. بروز علائم می‌تواند از هفته‌ها تا ده‌ها سال از مواجهه اولیه متغیر باشد. در بعضی از افراد، قرار گرفتن در معرض تنها بریلیم می‌تواند باعث بریلیوز شود
.

## تشخیص

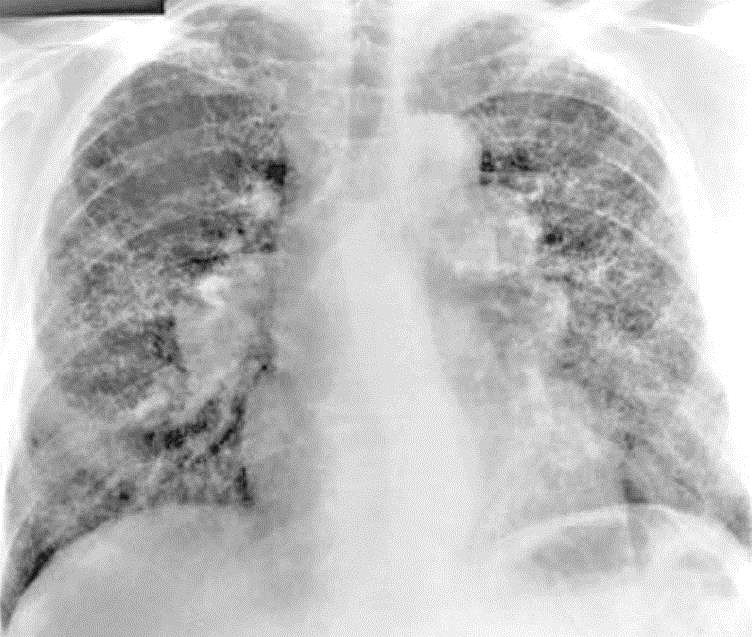
تصویر قفسه سینه بیمار مسموم شده توسط بریلیوم.

تشخیص افتراقی برای بریلیوز شامل موارد زیر است:
- سارکوئیدوز
- بیماریهای ریه گرانولوماتوز
- سل
- عفونتهای قارچی (به عنوان مثال، هیستوپلاسموز)
- گرانولوماتوز با پالانژیت
- فیبروز ریوی ایدیوپاتیک
- پنومونییت حساسیت
- آسم

از بین این احتمالات، بریلیوزیس شباهت زیادی به سارکوئیدوز دارد. مطالعات انجام شده نشان می‌دهد که حداکثر ۶٪ از موارد سارکوئیدوز در واقع بریلیزیوز است. تشخیص قطعی بریلیوز بر اساس سابقه مواجهه با برلیوم، حساسیت بریلیوم مستند و التهاب گرانولوماتوز بر روی بیوپسی ریه است.
با توجه به ماهیت تهاجمی تشخیص بیوپسی ریه همچنین می‌تواند بر اساس تاریخچه بالینی سازگار با بریلیوزیوز، اشعه ایکس غیرطبیعی قفسه سینه یا یافته‌های اسکن CT باشد، ناهنجاری در تست‌های عملکرد ریوی است.
ایجاد حساسیت بریلیم اولین قدم برای تشخیص است. آزمایش تکثیر لنفوسیتهای بریلیم (BeLPT) روش استاندارد تعیین حساسیت به بریلیم است. این آزمایش با بدست آوردن خون یا مایعات محیطی از برونش آلوئولار برونش انجام می‌شود و لنفوسیت‌ها با بریلیم سولفات کشت می‌شوند. سلولها سپس شمرده می‌شوند و افراد با تعداد زیاد سلول غیرطبیعی محسوب می‌شوند. این افراد در معرض دو BeLPT غیرطبیعی تست شده با خون محیطی، یا یک نتیجه غیرطبیعی و یک نتیجه مرزی، حساس به بریلیم در نظر گرفته می‌شوند.
یافته‌های رادیوگرافی قفسه سینه از بریلیوز غیر اختصاصی است. در اوایل بیماری، یافته‌های رادیوگرافی طبیعی است. در مراحل بعدی فیبروز بینابینی، بی نظمی پلور، لنفادنوپاتی هیلار و کدورت‌های شیشه ای زمین گزارش شده‌است. یافته‌های مربوط به CT همچنین مختص بریلیزیس نیست. یافتن نتایج که در اسکن CT افراد مبتلا به بریلیوز رایج است، شامل گره‌های پارانشیمی در مراحل اولیه است. یک مطالعه نشان داد که کدورت‌های شیشه ای زیر زمینی بیشتر در سی تی اسکن بریلیوز در مقایسه با سارکوئیدوز مشاهده می‌شود. در مراحل بعدی لنفادنوپاتی هیلار، فیبروز بینابینی ریوی و ضخیم شدن پلور مشاهده می‌شود.

## طبقه‌بندی
بریلیوزیس یک بیماری شغلی است. مشاغل مربوط به آنهایی هستند که بریلیم استخراج، فرآوری شده یا به آلیاژهای فلزی تبدیل می‌شود، یا در جایی که ماشینکاری فلزات حاوی بریلیوم و بازیافت آلیاژهای قراضه رخ می‌دهد. این امر با تولید هوافضا، الکترونیک نیمه هادی مایکروویو، استخراج بریلیوم یا تولید لامپهای فلورسنت همراه است (که زمانی ترکیبات برلیم را در پوشش فسفر داخلی خود داشتند). Beryllia به دلیل داشتن فضیلت بارز سرامیک برای عایق کاری و مقاومت در برابر گرما و همچنین به دلیل شفاف سازی بریلیا در تولید لامپ مورد استفاده قرار گرفت.
برخی از آندهای جوشکاری به همراه دیگر تماس‌های الکتریکی و حتی ابزارهای غیر براق از آلیاژ مس بریلیم ساخته شده‌اند و پردازش بعدی این مواد باعث ایجاد بیماری می‌شود.

## پیشگیری
سطوح معمولی بریلیوم که صنایع ممکن است در هوا آزاد کنند از ترتیب ۰٫۰۱ میکروگرم بر متر مکعب است، به‌طور متوسط طی یک دوره ۳۰ روزه یا ۲ میکروگرم بر متر مکعب هوا از محل کار برای یک کار ۸ ساعته تغییر می‌کند. محدودیت مجاز قرار گرفتن در معرض ایمنی و بهداشت کارمندان (OSHA) برای بریلیم ۲ میکروگرم بر متر مکعب برای محافظت از کارگران از ایجاد حساسیت بریلیم و CBD تعیین شده‌است. کنفرانس آمریکایی بهداشت بهداشتی صنعتی دولت (ACGIH)، که یک سازمان مستقل از متخصصان در زمینه بهداشت شغلی است، مقدار آستانه حداکثر (TLV) 0.05 میکروگرم بر متر مکعب را در یک اطلاعیه در سال ۲۰۰۶ برای تغییر در نظر گرفته شده (NIC) پیشنهاد کرده‌است. این TLV 40 برابر پایین‌تر از حد مجاز قرار گرفتن در معرض OSHA فعلی، منعکس کننده تجزیه و تحلیل ACGIH از بهترین داده‌های تحقیق بررسی شده در دسترس در مورد چگونگی کمبود بریلیوم موجود در هوا برای ایجاد حساسیت و CBD است.
از آنجا که کنترل کردن مواجهه‌های صنعتی با برلیوم دشوار است، توصیه می‌شود از هر روش ممکن برای کاهش آلودگی هوا و سطح توسط برلیم، استفاده هر چه بیشتر از آلیاژهای برلیم و حاوی برلیم در هر زمان ممکن استفاده کنید و در مورد پتانسیل‌ها به مردم آموزش دهید. خطرات در صورت مواجه شدن با گرد و غبار بریلیم یا دودها. برای جلوگیری از تجمع ذرات خشک، مرطوب کردن تجهیزات آماده‌سازی متالوگرافی بسیار مهم است.
در ۲۹ ژانویه ۲۰۰۹، آزمایشگاه ملی لوس آلاموس اعلام کرد که در حال آگاه‌سازی نزدیک به ۲٬۰۰۰ کارمند و بازدید کننده فعلی و سابق است که احتمالاً در آزمایشگاه در معرض بریلیم قرار داشته‌اند و ممکن است در معرض بیماری باشد. در نوامبر ۲۰۰۸، هنگامی که یک جعبه حاوی بریلیم در مرکز ذخیره‌سازی کوتاه مدت آزمایشگاه دریافت شد، مطرح شد.

## درمان
هیچ درمانی برای بریلیوزیس وجود ندارد؛ اهداف درمان کاهش علائم و کند شدن پیشرفت بیماری است. اگرچه شواهدی مبنی بر متوقف کردن قرار گرفتن در معرض بریلیم باعث کاهش پیشرفت بیماری می‌شود، اما هنوز هم یک روش پذیرفته شده برای درمان در هر مرحله از بیماری تلقی می‌شود. افراد مبتلا به مراحل اولیه بیماری، بدون ناهنجاری عملکرد ریه یا علائم بالینی، به‌طور دوره ای با معاینات جسمی، آزمایش عملکرد ریوی و رادیوگرافی مورد بررسی قرار می‌گیرند. پس از بروز علائم بالینی یا ناهنجاری‌های قابل توجه در آزمایش عملکرد ریوی، درمان‌ها شامل اکسیژن و کورتیکواستروئیدهای خوراکی و هر چه درمان حمایتی لازم باشد.

## نتایج
میزان مرگ و میر به‌طور کلی ۵–۳۸٪ است.

## اپیدمیولوژی
تعداد کارگران در ایالات متحده در معرض بریلیم متفاوت است اما تخمین زده می‌شود که در طول دهه ۱۹۶۰ و ۱۹۷۰ ۸۰۰۰۰۰ باشد. [۳۱] میزان حساسیت کارگران به بریلیم بر اساس ژنتیک و میزان قرار گرفتن در معرض متفاوت است. در یک پژوهش، مشخص شد که شیوع حساسیت بریلیم بسته به صنعت از ۱۹–۱۹٪ متغیر است. [۳۳] بسیاری از کارگرانی که به این امر حساس هستند. بریلیم همچنین معیارهای تشخیصی برای CBD را رعایت می‌کند. [۳۳] در یک مطالعه کارگران هسته ای، در میان افرادی که به بریلیم حساس شده‌اند، ۶۶ درصد نیز دارای CBD بودند. [۳۴] میزان پیشرفت از حساسیت بریلیم به CBD است. تخمین زده می‌شود تقریباً 6-8 per در سال تخمین زده شود.
شیوع کلی CBD در بین کارگران در معرض بریلیم بسته به صنعت و مدت زمان مطالعه بین ۱ تا ۵٪ متغیر است
جمعیت عمومی احتمال ابتلا به بیماری بریلیم حاد یا مزمن را ندارد زیرا سطح هوای بریلیم به‌طور معمول بسیار پایین است (<0.03 ng / m3). [۳۷]